# 第5回十字軍

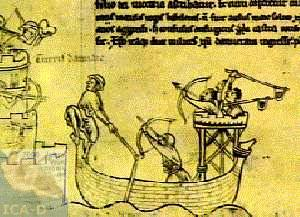
第5回十字軍

第5回十字軍（だい5かいじゅうじぐん、1217年 - 1221年）は、ローマ教皇主導で行われた最後の十字軍。
アイユーブ朝の本拠地エジプトの攻略を目指しダミエッタ（ディムヤート）の占領に成功したが、カイロ攻略に失敗し占領地を返却して撤退した。

## 背景
1204年にコンスタンティノープルを攻略した第4回十字軍が、現地での争いに忙殺され、エルサレム攻略に向かわないのに失望したローマ教皇インノケンティウス3世は、1213年の教皇教書で新たな十字軍の招集を呼びかけ、1215年の第4ラテラン公会議で正式に発布した。
この時点では、神聖ローマ帝国においては前年のブービーヌの戦いに敗れたヴェルフ家のオットー4世が失脚し、教皇が支持するホーエンシュタウフェン家のフリードリヒ2世が名実共にローマ王となり、フランス南部におけるアルビジョア十字軍もトゥールーズ伯レーモン親子の亡命により一旦収束しており、西欧は一致して十字軍を派遣できる状況と思われた。
しかし、1216年にはレーモン親子の帰還によりアルビジョワ十字軍の戦いは再燃し、従来から十字軍の中心だったフランスの騎士達は第5回十字軍に参加する余裕がなかった。一方、十字軍参加を誓ったものの、元々宗教的に寛容なシチリアに育ったフリードリヒ2世はイスラム教徒との戦いには熱心でなく、イタリア政策において対立するローマ教皇との条件闘争が先決だった。
ローマ教皇はこれまでの失敗の反省から、第2回十字軍、第3回十字軍のような国王中心の十字軍や、第4回十字軍のような諸侯の自由な主導によるものでもなく、第1回十字軍のような教皇使節が主導する十字軍を意図していた。
結局、新たに教皇となったホノリウス3世の呼びかけに対してフランスの騎士はさほど集まらず、ハンガリー王アンドラーシュ2世とイタリア、ドイツ、フランドルの騎士等が参加した。

## 十字軍
1217年にハンガリー王アンドラーシュ2世、オーストリア公レオポルト6世がアッコンに到着し、現地の十字軍国家の諸侯、エルサレム王ジャン・ド・ブリエンヌ、キプロス王ユーグ、アンティオキア公ボエモンらと合流した。
ジャン・ド・ブリエンヌとアンドラーシュ2世を指揮官として、十字軍は進軍を開始する。十字軍の侵攻を恐れたダマスカスの王アル＝ムアッザムはエルサレムの城壁を破壊し、住民達は退避させられた。以後長らくエルサレムは城壁のない町となり、16世紀に入ってようやくオスマン帝国によって城壁が再建される。十字軍はシリアにおいてイスラム勢力と小規模の戦闘を行ったが、ほとんど成果を挙げられなかった。1218年1月にハンガリー王アンドラーシュ2世が帰国、続いてキプロス王ユーグとアンティオキア公ボエモンが撤兵した。

### ダミエッタ包囲

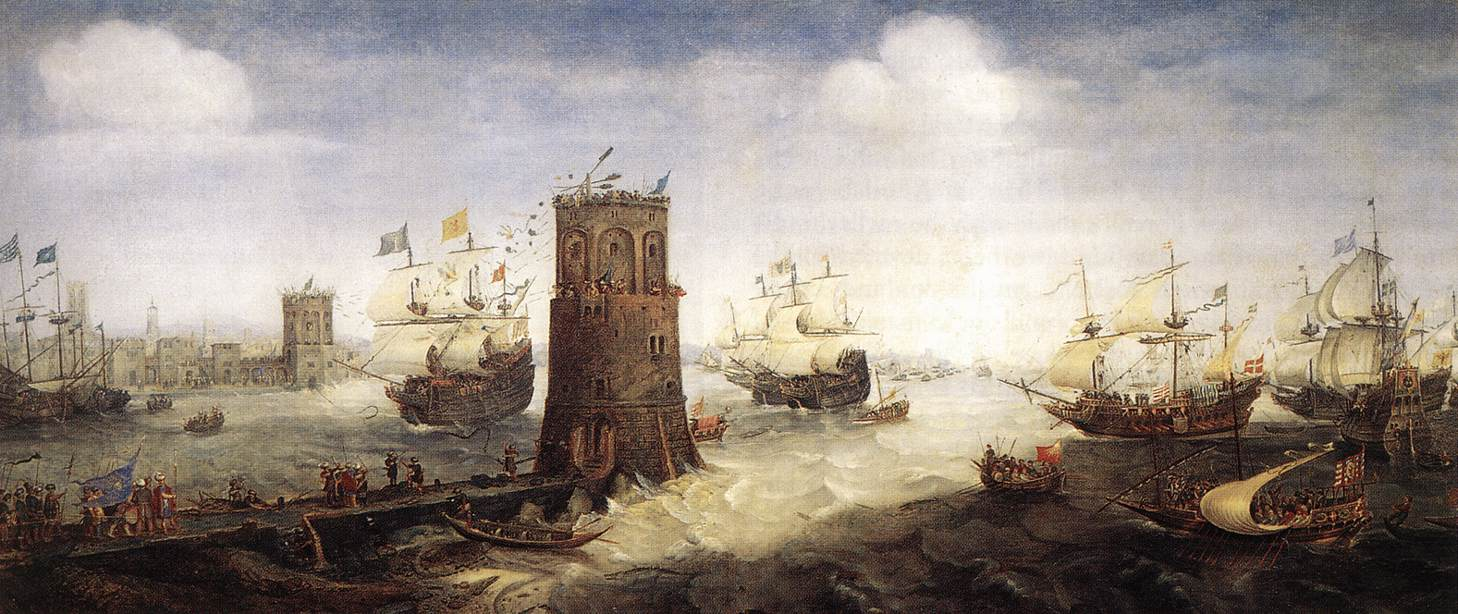
ダミエッタの塔を攻撃するフランドルの十字軍

オーストリア公レオポルト6世やエルサレム王ジャン・ド・ブリエンヌは、エルサレムを奪回して維持するには、アイユーブ朝の本拠地であるエジプトを攻略する必要があると判断した。十字軍はジェノヴァ艦隊と協力し、1218年5月にエジプトの海港であるダミエッタを包囲し、プニエールという巨大な投石器を投入して城壁を攻撃した。
8月に十字軍の侵攻に苦慮していたアイユーブ朝のスルターン、アル＝アーディルが亡くなり、息子のアル＝カーミルが跡を継いだ。9月には教皇使節ペラギウスが率いる後発軍が到着し、十字軍の士気は上がったが、ペラギウスが「教皇代理」として十字軍の指揮権を要求したため、ジャンを初めとする諸侯との軋轢も生じた。
十字軍とエジプト軍は対峙し小競り合いを繰り返していたが、1219年2月になるとクルド族の反乱などが発生し、アル＝カーミルはカイロに戻って対応せざるを得なくなった。アル＝カーミルは十字軍との和睦を模索し、ダミエッタとパレスチナ南部の二つの城の確保と引き換えに旧エルサレム王国領の返却を申し出た。加えてアイユーブ朝が有する真の十字架と、捕虜の返還が和睦の条件として提案された。ジャン・ド・ブリエンヌや現地諸侯はこれを受け入れることを望んだが、ペラギウスは異教徒と交渉することを拒み、またエジプトの商業利権を狙うジェノヴァ勢も反対したため、提案は拒否された。これは十字軍にとって聖地エルサレムの優先度が激減したことを表わす。また、十字軍陣中にペストが流行して進軍の前に兵力が減少し、テンプル騎士団総長ギヨーム・ド・シャルトルも病に罹り陣没した。これにより、十字軍ではジャンを支持する現地諸侯、フランス勢とペラギウスを支持するイタリア勢、聖地騎士団との対立が明確になった。
5月になるとオーストリア公レオポルト6世が帰国。新たな援軍も到着しており、ペラギウスは諸侯の反対を押し切って再三に渡り攻撃を命じたが、その度に跳ね返され、特に8月の戦闘では大きな被害を受けた。アル＝カーミルは再び和睦を提案したが、皇帝フリードリヒ2世の到着を期待していたペラギウスは未だに和睦を容れなかった。
アル＝カーミルの包囲を破ろうとする試みも成功せず、10月に入るとダミエッタの疲労は大きくなり、11月についに城壁の一角を占領され落城した。ジャンはダミエッタをエルサレム王国の領土と考えたが、ペラギウスは教皇領とする意向を示し、怒ったジャンは1220年2月にアルメニアの王位争いに介入するためにアッコンに戻ってしまった。
このためペラギウスが十字軍のリーダシップを握ったが、戦闘を指揮する力はないため、フリードリヒ2世の到着を待っていた。アル＝カーミルもマンスーラで対峙したまま防備を固めており、持久戦となった。

### カイロ進撃
皇帝自身は参加しなかったが、1221年5月にバイエルン公ルートヴィヒ1世指揮の元にかなりの兵を送って来た。7月になるとジャン・ド・ブリエンヌも戻ってきてため、十字軍は攻勢に出た。
ペラギウスは勝利を確信しており、またナイル川を通じて補給を確保できると考えていたため、諸将の忠告を聞かず、十分な食糧、補給品を持たずに進撃したが、マンスーラ手前のナイル川デルタ地帯で進撃を阻まれた。おりしも雨季のナイル川氾濫期に入り、ナイルの水かさは増していた。退路を絶たれる危険性に晒されたため、8月26日に荷駄を焼却して撤退を開始したが、それを見たアル＝カーミルはナイルの堤防を切らせ、十字軍は泥沼の中で孤立することになった。早々と焼却したため食糧もなく、8月30日には降伏し、ダミエッタを返却する条件で解放された。他に8年間の休戦と真の十字架の返還の条件もあったが、真の十字架は既に失われており戻って来なかった。

## 結果
ペラギウスとジャン・ド・ブリエンヌが失敗の責任者として非難されたが、フリードリヒ2世も自ら行かなかったことで大きな非難を受け、まもなく第6回十字軍を起こすことになる。これ以降の十字軍は各国王の主導によるもので、教皇主導の十字軍はこれが最後となった。